# Linia kolejowa Görlitz – Weißenberg

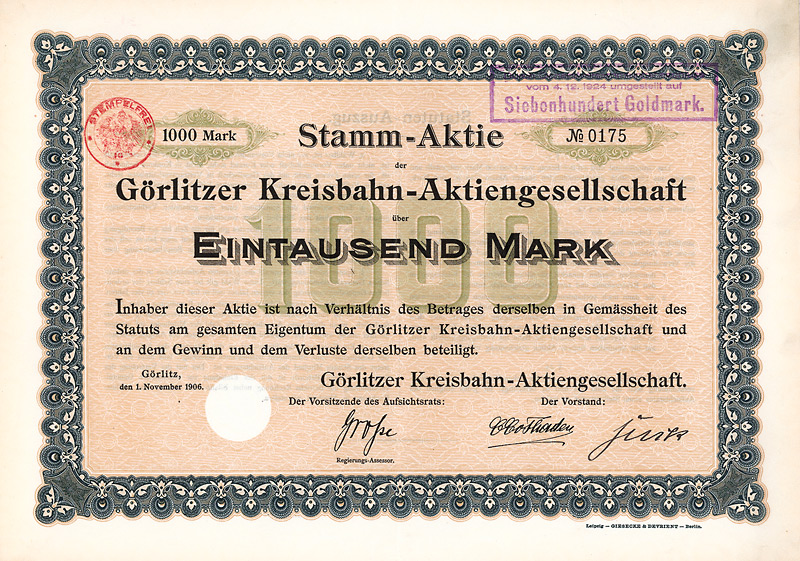
Akcja Görlitzer Kreisbahn AG

Linia kolejowa Görlitz–Weißenberg (niem. Bahnstrecke Görlitz – Weißenberg, skr. GöKrB, linia nr 6582) – rozebrana, jednotorowa, normalnotorowa linia kolejowa w Niemczech, na terenie Saksonii (Górne Łużyce), łącząca Zgorzelec (od stacji Görlitz West, d. Görlitz Industriebahnhof) z Weißenbergiem (górnołuż. Wóspork, stacja Weißenberg (Sachs) Süd).

## Historia

### Budowa i początki
W końcu XIX wieku okolice Zgorzelca przeżywały okres znacznego ożywienia gospodarczego, co wiązało się z zapotrzebowaniem na kamień budowlany i drogowy. Na zachód od Zgorzelca funkcjonował duży kamieniołom granitu, którego wywóz wozami był uciążliwy i kosztowny, podobnie jak przewóz lokalnych płodów rolnych. W 1888 właściciele kamieniołomów złożyli podanie o budowę linii kolejowej. W fazie projektowej pod uwagę wzięto możliwie najkrótsze połączenie z kolejami państwowymi, uwzględnienie interesów właścicieli kamieniołomów, rolników i miasta Görlitz, a także kwestie techniczne związane z przebiegiem torowisk. Z kilku wariantów wybrano trasę z Görlitz do Weißenberg. Koszt budowy oszacowano na 2 114 000 marek. Założono więc spółkę akcyjną celem pozyskania środków. Powstała ona 20 lipca 1903 i nosiła nazwę Görlitzer Kreisbahn AG (GöKrB).
Od 20 marca 1905 na linii ruszył ruch towarowy. Specjalny skład z zaproszonymi gośćmi otworzył ruch pasażerski 31 maja 1905, tylko do stacji Krischa-Tetta (od 1935 Buchholz), czyli dawnej granicy Saksonii z Prusami. 17 grudnia 1913 po negocjacjach otwarto linię do Weißenberg. W tym samym okresie powstały bocznice przemysłowe na terenie Zgorzelca, w rejonie Rauschwalder Strasse, Cottbuser Strasse i An der Weiße Mauer dla dwunastu przedsiębiorstw.

### Funkcjonowanie
W latach 20. XX wieku kolej narażona została na silną presję konkurencyjną ze strony transportu samochodowego, w tym ze strony Kraftverkehr Görlitz. Głównym towarem przewożonym wagonami (60% udziału w masie) były wówczas granity z kamieniołomów w pobliżu Arnsdorf i Hilbersdorf. Przedsiębiorstwo Rudolph przewoziło kamienie na stację Königshain-Hochstein własną kolejką fabryczną o rozstawie 600 mm, gdzie następował przeładunek do wagonów GöKrB. Także dużych rozmiarów pojedyncze kamienie dla systemów portowych i śluzowych, w tym dla latarni morskiej na przylądku Arkona, woziły GöKrB. Do Görlitz przewożone były produkty rolne i leśne, w tym 20-30 wagonów drewna rocznie z Königshain i Hilbersdorf. GöKrB przez dziesięciolecia zajmowała się dystrybucją gazet w Saksonii i transportem mleka do mleczarni w Görlitz.
Przeprojektowanie układu torowego stacji Görlitz w latach 1907–1915 nie pozostało bez wpływu na GöKrB. 1 listopada 1909 rozpoczęto działalność na stacji rozrządowej Schlauroth. Budynek dla GöKrB został zbudowany na byłym terenie kolei państwowej w 1912.
Po drugiej wojnie światowej, w 1945, Rada Drezdeńska negocjowała przejęcie linii przez Deutsche Reichsbahn, jednak koleje państwowe odmówiły. Od 13 lutego 1946 przedstawiciel DR sprawował już kontrolę nad GöKrB z Cottbus, jednak bez zmiany właściciela. 31 czerwca 1946 rozwiązano zarząd, radę nadzorczą i spółkę akcyjną. Jako kolej państwowa GöKrB funkcjonowała od 1 stycznia 1947 (Rbd Dresden), jednak faktyczne przejęcie przez Deutsche Reichsbahn nastąpiło dopiero 11 maja 1948. Od 1955 GöKrB przeniesiono pod zarząd Rbd Cottbus.

### Schyłek
Rosnąca motoryzacja indywidualna spowodowała spadek liczby pasażerów, a zamknięcie kamieniołomów Arnsdorf i Hilbersdorf dramatycznie obniżyło transportowaną masę towarową. Ograniczyło to przewozy, najpierw do stacji Königshain-Hochstein (30 września 1972). Ostatni pociąg opuścił Weißenberg o godzinie 17:56 (skład nr P 3814). Pociągi pasażerskie między Löbau (górnołuż. Lubij) a Radiborem (górnołuż. Radwor) przez Weißenberg kursowały do 27 maja 1972. Miejscowość nie tylko przestała być węzłem kolejowym, ale straciła połączenia kolejowe w ogóle. Torowiska na stacji Weißenberg zostały rozebrane pomiędzy 5 a 15 marca 1973. Odcinek Weißenberg – Königshain-Hochstein został fizycznie zlikwidowany w marcu 1974. Przewozy pasażerskie z Görlitz do Königshain-Hochstein utrzymywały się jeszcze długo. Ostatni pociąg (nr P 4141) opuścił stację Königshain-Hochstein 22 maja 1993 (do Görlitz).

## Stacje i przystanki
Kolejne stacje i przystanki od strony Zgorzelca:
- Görlitz-West (d. Görlitz Rauschwalder Straße, 0,0 km, stacja),
- Ebersbach (5,3 km, przystanek),
- Königshain-Liebstein (8,2 km, przystanek),
- Nieder-Königshain (9,5 km, przystanek),
- Königshain-Hochstein (11,4 km, stacja),
- Hilbersdorf (15,9 km, przystanek),
- Arnsdorf (16,9 km, przystanek),
- Döbschütz (18,6 km, przystanek),
- Buchholz (do 1935: Krischa-Tetta, 22 km, przystanek),
- Weißenberg (Sachs) Süd (do 1939: Weißenberg (Sachs) Klbf[4], wcześniej: Weißenberg Klbf, 26,7 km, stacja),
- Weißenberg (Sachs): od 22 grudnia 1933 (wcześniej: Weißenberg (Sa) od 1 lipca 1911 i Weißenberg od 31 lipca 1895, linia Löbau – Radibor, stacja węzłowa)[2].